# 王権

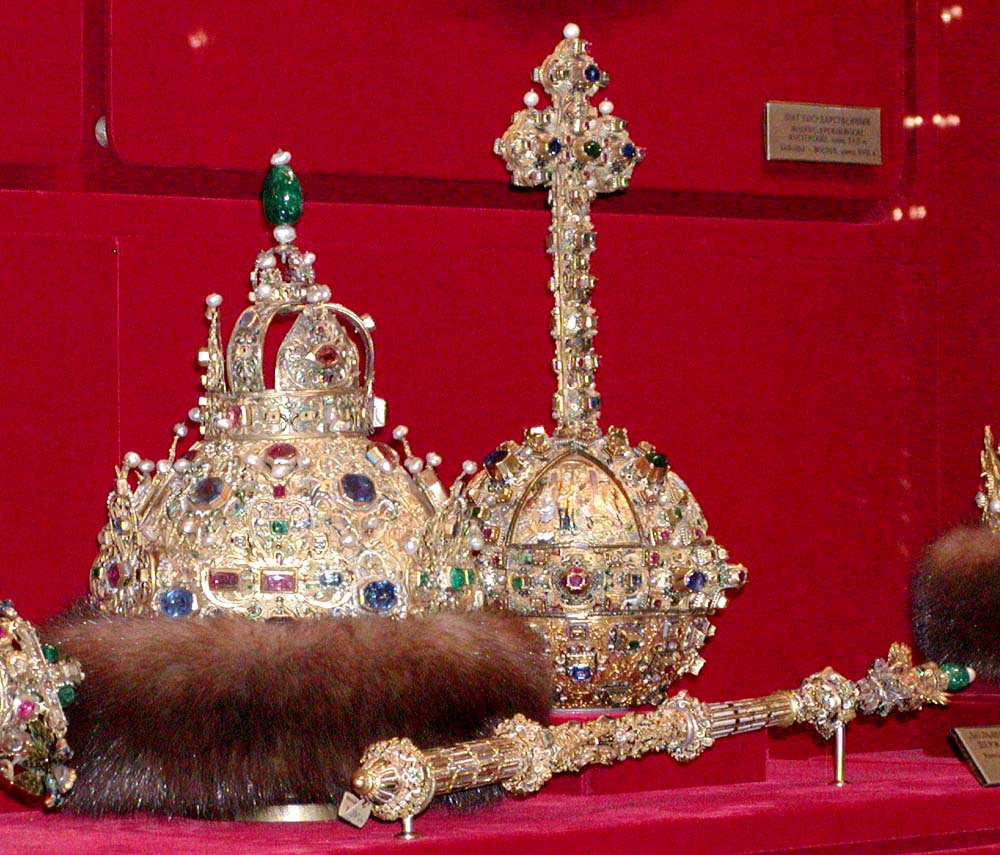
ロシア皇帝のレガリア（王権の象徴）

王権（おうけん）は、人々に君臨する王の権力、統治権のこと。

## 概要
国家にはさまざまな定義があたえられるが、一般に、国家は、農耕など生産経済の発明に触発された歴史上の大変動に惹起されて創り出された社会集団であり、
1. 一定の領域
2. そこに居住する人びと（民衆）
3. それを統治する主権者

の三要素を不可欠なものとして有する政治機構である。
初期国家の主権者は多くの場合「王」であり、王は、ほとんどすべての民族社会において、国家の成立とともにその最高権力を保持する者として出現する。この「王」のもつ権力が王権であり、王権の起源は、神に出自するという信仰や伝承に由来することが多い。ここから「王は神の子」というような王の神聖性の観念が生まれ、王は宗教的に神格化されることとなる。太陽神と同一視される古代エジプトの王ファラオはその典型であり、日本においても天武天皇の時代には「大君は神にしませば」で始まる和歌が盛んに作られた。古代の王はまた、司祭者的性格を有することも多く、メソポタミア文明におけるシュメールの諸王や古代イスラエルの王にその典型が認められる。

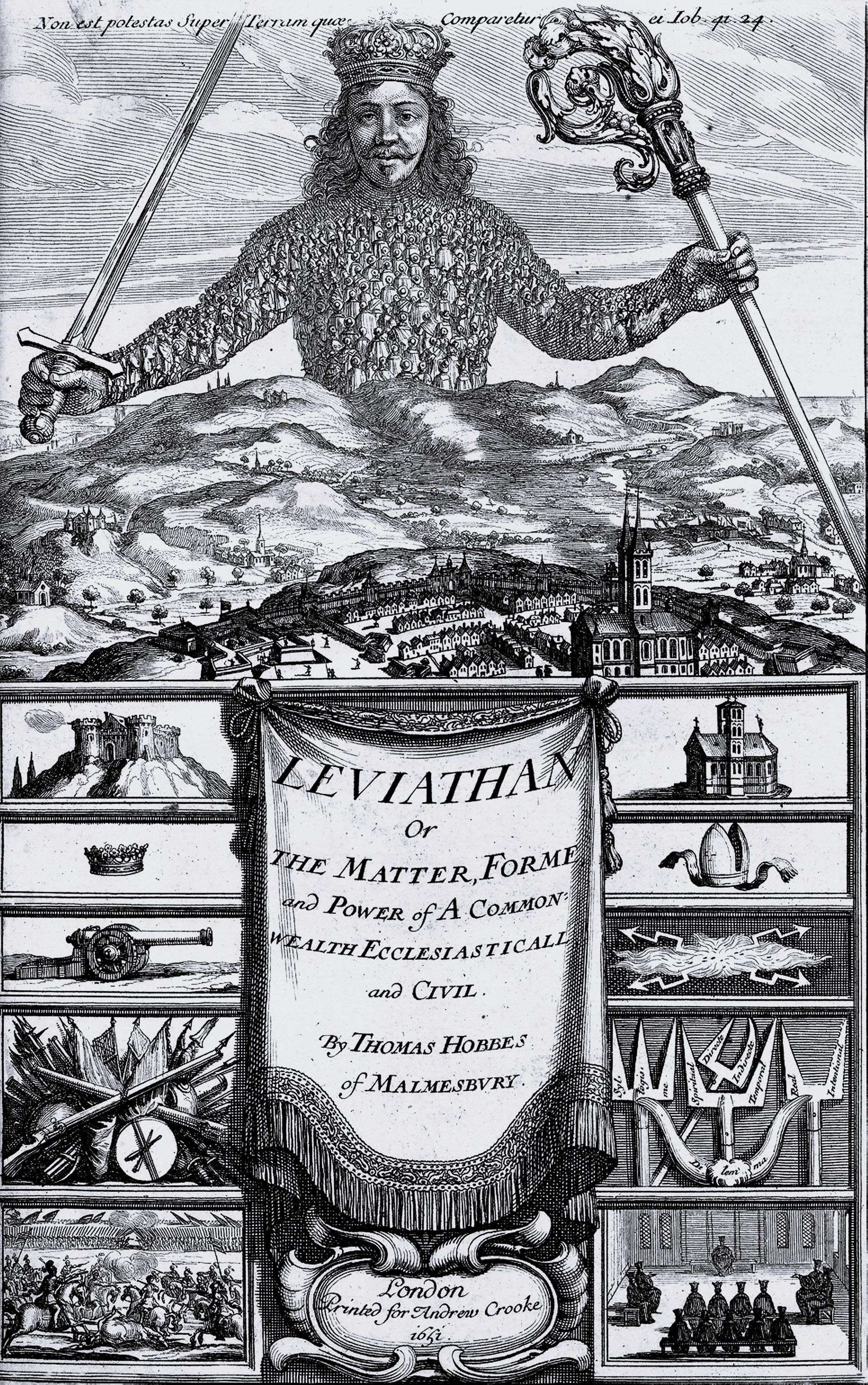
『リヴァイアサン』口絵

中世以降は、王の神聖性から距離を置いた理論が生まれる。イスラーム世界最大の歴史家であるイブン・ハルドゥーンは14世紀後半に書かれた『歴史序説』において、王権は人間にとって必要不可欠であるとした。人間はお互いに対する権利侵害や相互の確執などにみられる動物的性質を持っているために、それを抑制する者が必要であり、それが統治者としての王であると述べた。また、ルネサンス期のニッコロ・マキャヴェッリは『君主論』を著し、宗教や道徳と切り離された政治の中での君主の役割を論じた。
イブン・ハルドゥーンに通じる王権観を自然権の視点から捉え、社会契約説を構築したのがトマス・ホッブズによる17世紀中葉の『リヴァイアサン』であった。ホッブズはその中で、人間の自然状態を「万人の万人による闘争」であるとし、この混乱状況を避けるためには、「人間が天賦の権利として持ちうる自然権を政府に対してすべて譲渡する（という社会契約をする）べきである」と述べ、絶対王政を擁護しながらも、それ以前の王権神授説における超自然的な要素を否定した。

## 王権の起源と継承

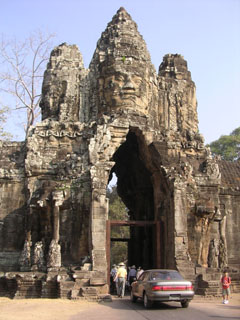
クメール王朝のアンコール・トム南大門

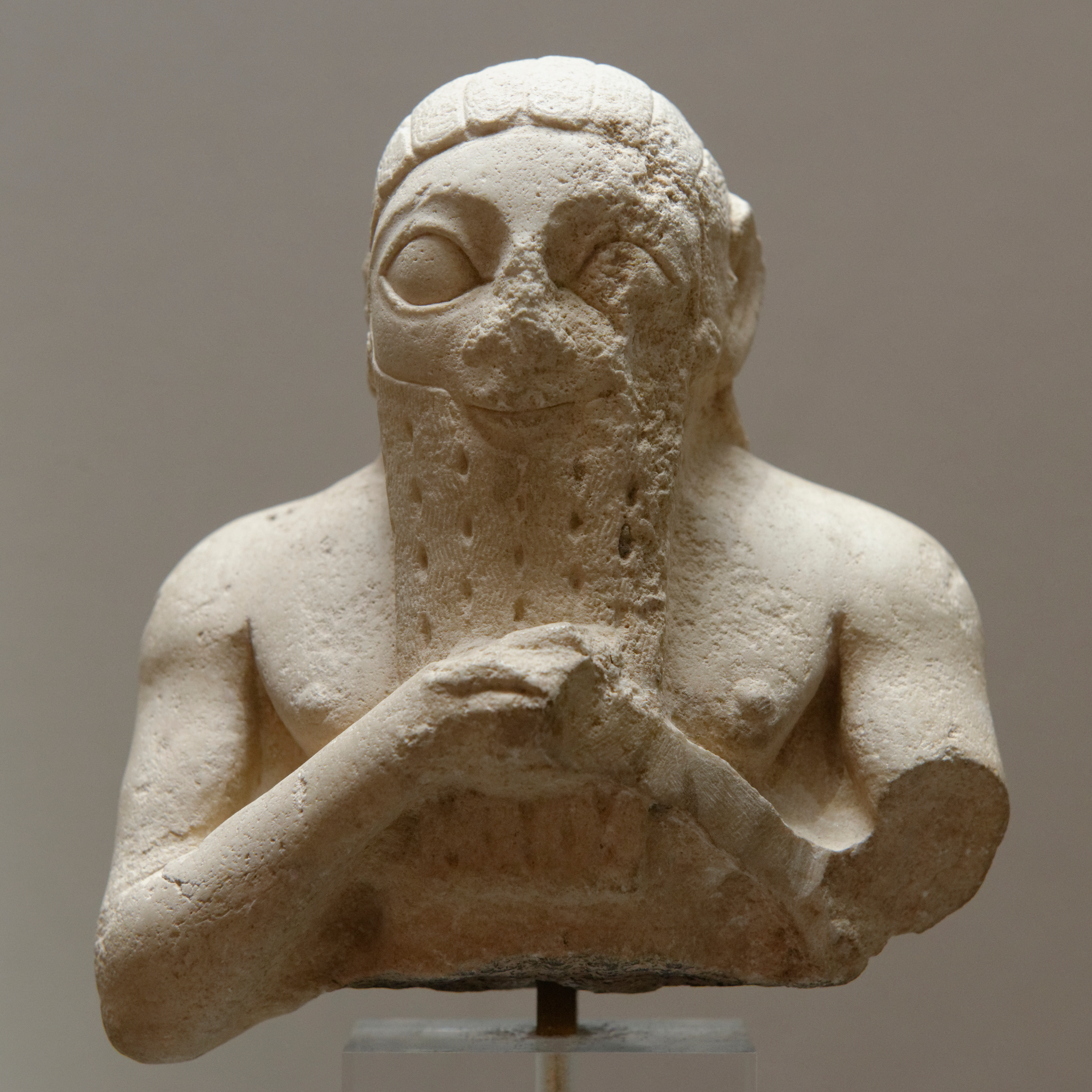
シュメール人の都市国家ウルクの王の肖像（ルーヴル美術館）

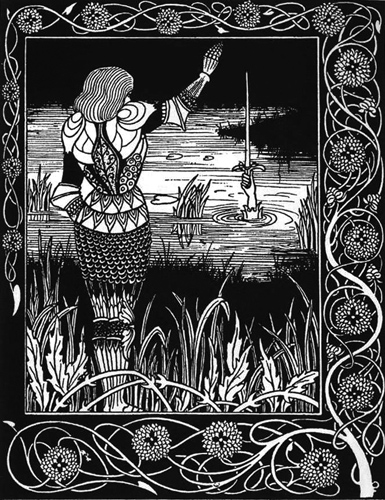
エクスカリバーを水に投げ入れるベディヴィア（オーブリー・ビアズリー、1894年）。

伝統社会においては、その社会で共有される宇宙論の中で、王はその中心を象徴するものとして神聖視される場合が多かった。

### 王権と宇宙の原理
特に農耕社会にあっては、王は農作物の成長を促すエネルギーの源であり、森羅万象を統制する力を持つものとされた。ここにおいては、王は人間の身でありながら、同時に宇宙の秩序を司る存在として捉えられたのであり、現人神と考えられたエジプトのファラオは代表的な例である。それゆえ、老衰ないし病衰した王はすなわち自然を統御する力を失った王と見なされることがあった。ジェームズ・フレイザーが例示した「王殺し」と呼ばれるしきたりもこのような背景のもとに理解される。
王が住まう首都や王宮が、宇宙全体の縮図として、あるいは象徴として理解される例は、クメール王朝（アンコール朝）や古マタラム王国などを始めとするヒンドゥー教圏ないし仏教圏の東南アジアの諸王国で見られる。ここでは、梵（ブラフマン）が宇宙の根本原理であり、その宇宙論は輪廻転生を軸として展開された。また、中国の歴代王朝においては、天の子である皇帝が、祭祀の折、王宮の中央に建てられた明堂を回ることによって宇宙の運行が保持されるという観念があった。明堂は、それ自体が四季や一年の推移、方位などの宇宙の原理を表した祭祀建築物であった。
古代メソポタミアのシュメールにあっては、都市国家の時代も統一国家の時代も、都市支配者や王に課せられた責務は、外からの攻撃に対する防衛と、支配領域内の豊穣・平安を確かなものとすることの2つであった。初期の支配者・王は多くの碑文を遺しているが、ほとんどが神への奉納碑文であり、内容は神殿・城壁の建設、運河の開削など都市や国家の平安と豊穣に関わる行為である。
なお、シュメールにあっては王権を授与する神としては、エンリルとイナンナの2神があるが、都市国家分立期にはイナンナ、領域国家期にはエンリル、統一国家形成期には再びイナンナ、統一国家確立期には再びエンリルというように授与する神が交代する。このことに対し、前田徹は「王権を授ける神がエンリルとイナンナに分かれることは、王権に抱くイメージの差によるのであろう」としている。すなわち、エンリル神はシュメール統治にあずかる最高神であり、この神は安定した統治を願う時代に、一方、イナンナ神は外敵を排撃する神であり、この神は拡張主義の時代に、それぞれ王権を授与する神として認識されたものであると考えられる。

### 王位継承の儀式とレガリア
神話や宇宙論、宗教や伝統的な信仰に支えられた「神聖なる王」が制度化するために重要なのが王位継承の儀式である。王位継承は、多くの場合、単に統治者としての任務の継承ではなく人が神に変わる経過をたどり、秘儀を含んだ儀礼として劇化される。それは人格の変換を意識される伝統的な通過儀礼といくつかの面で共通点を有しており、人としての死あるいは一定期間の隔離や隠遁、次いで王権のレガリアを身につけた王としての再生、そしてそれを公衆に披露するという一連の儀式として行なわれることが多い。その意味から、王権の永続性は王のレガリアによって象徴されることが多いといえる。
ヨーロッパの王権に見られる王冠・王笏・宝珠、西アフリカのアシャンティ王国の「黄金の床几」、日本の天皇制における「三種の神器」、中国の歴代皇帝に伝えられてきた伝国璽、セイロン島（スリランカ）における仏歯などはいずれもレガリアとみなされる。東アフリカのバントゥー族系の諸王国では王権のレガリアは太鼓であった。また、『アーサー王物語』ではエクスカリバーと称するレガリアが登場した。

## 日本史における王権
古代史学者の山尾幸久は「王権」を、「王の臣僚として結集した特権集団の共同組織」が「王への従属者群の支配を分掌し、王を頂点の権威とした種族」の「序列的統合の中心であろうとする権力の組織体」と定義し、それは「古墳時代にはっきり現れた」としている。一方、白石太一郎は、「ヤマトの政治勢力を中心に形成された北と南を除く日本列島各地の政治勢力の連合体」「広域の政治連合」を「ヤマト政権」と呼称し、「畿内の首長連合の盟主であり、また日本列島各地の政治勢力の連合体であったヤマト政権の盟主でもあった畿内の王権」を「ヤマト王権」と呼称して、両者を区別している。その中で具体的な出雲の地域における王権の存在を示す事例として、意宇郡安来郷の語部の存在を指摘しているものもある。
また、山尾によれば、
- 190年代 - 260年代 王権の胎動期。
- 270年頃 - 370年頃 初期王権時代。
- 370年頃 - 490年頃 王権の完成時代。続いて王権による種族の統合（490年代から）、さらに初期国家の建設（530年頃から）

という時代区分を行なっている。
王権に類似する用語である「朝廷」は、「天皇の政治の場」、「天皇が政治を行う場所」という限定された意味であるのに対し、「王権」はまさに王の政治的権力を表すところから「朝廷」よりも広い意味を有している。また、「王権」という言葉を近代的な意味合いを帯びた「国家」という言葉を避けた表現とする見方もある。例えば、上島享は「中世王権」の確立として院権力の出現を挙げており、今谷明も、絶対主義化と中央集権を進める足利義満の権力を「室町の王権」と呼称している。

### 古代王権
国家における権力の再生産システムとして、王権継承が揚げられる。王権継承において中心となる主体が大王であり、天皇であったが、継承に際して制度的機制を持たない時代が長くつづいた。大平聡は、天皇位の制度的継承の確立、すなわち平安時代初期における皇太子制の成立が王権継承の古代的完成であると位置づけ、そのいっぽうで、平安時代に入ってからの官僚機構の再編が天皇の地位認識の変化（幼帝化）へとつながったと論じている。また、春名宏昭は、当初天皇として即位する予定のなかった光仁天皇や桓武天皇は、そのためみずから天皇としての正統性を獲得しようと努めたのであり、その点が奈良時代までとは異なる平安時代の皇室の創出につながったとしている。

## 補説
古来より集団の中には長（族長、長老など）が存在した。その長の、集団に対する決定権が発達したものが王権と見なされている。王の決定に集団が従う、という構造は生存のための条件が厳しかった古代においてはある程度受け入れられてきたと考えられる。ただ古代ギリシアのポリスにおける限定的な民主政治のような形態も存在したため、生存条件の比較的緩やかな地域においては、他国の制度の受け入れのような形で王権が発生した場合もある。実際に東南アジア地域では中世まで国家という枠組みそのものが存在していなかった地域もある。
各国の歴史が語るように本来地域集団に対して多大なる貢献があった人物が王になるのが一般的であるが、王の後継者にそのような業績が無い場合は血縁であるという以外に王になる理由は存在していない。そのことに不満を持つ者による後継者争いは歴史を動かす大きな原動力となっている。これは、王権は奪い取ることのできるものという認識が存在していた傍証でもある。それを避けるためにも地域・時代によってさまざまな、王権を奪われないように権威付けする努力が見られた。その一つがヨーロッパで発生した王権神授説である。また帝国君主である皇帝による“帝権”も、王権と意味はほぼ同様である。
また古代中国や中世ヨーロッパにおいては、王は皇帝または教皇の下の爵位であり、王権は与えられるものであった。